# 유리명왕
유리명왕(瑠璃明王, 기원전 38년~기원후 18년 음력 10월), 또는 유리왕(瑠璃王)은 고구려의 제2대 국왕(재위: 기원전 19년 음력 9월~기원후 18년 음력 10월)으로 이름은 유리(榴璃 또는 類利) 또는 유류(孺留)이고, 동명성왕과 예씨 부인의 맏아들이다.
기원후 3년에 졸본에서 수도를 국내성으로 옮겼다. 유리왕이 계비 치희를 그리워해서 지었다는 황조가는 지금도 전해지고 있다. 재위 33년인 14년에 무휼을 태자로 삼았고, 2만 명의 군대와 오이와 마리장군을 보내 서쪽의 양맥(梁貊)을 치고, 또 현도군의 고구려현(高句麗縣 또는 高句驪縣)을 쳐서 복속시켰다. 혼인 동맹과 적극적인 대외 투쟁을 통해 세력 기반을 확대하고자 하였으며, 고구려의 기틀을 마련한 영주(英主)였다.
다른 이름은 여달(閭達), 여해(閭諧), 시여해(始閭諧)이며, 삼국지의 위서 고구려전에는 그의 이름을 원래 여달이었다가 아버지를 찾아 고구려로 온 뒤 여해로 고쳤다고 한다. 광개토왕릉비에는 그의 이름을 유류(孺留)로 기술하고 있다.
유리명왕을 '누리(세상)' + '발거'로 해석하여 신라의 시조 '박혁거세'와 동일한 의미의 이름으로 해석하기도 한다.당시 재구음은 '누루-'였다가 후대에 '누리-'로 어말모음변화가 생긴 것으로 추정한다.
'누리'라는 왕명이 시조왕 다음 왕을 뜻한다는 견해가 있다.

## 탄생과 즉위
유리명왕은 동명성왕의 맏아들로 동부여 출신인 예씨부인의 소생이다. 동명성왕이 동부여에서 졸본부여로 망명한 이후에 태어났고, 기원전 18년에 20세의 나이에 혼인한 것으로 추정되므로, 출생년도는 기원전 38년으로 추정된다. 유리명왕은 뜻이 크고 기이한 절개 있으며 어렸을때부터 기이한 기절이 있었다. 동부여에서 태어나 장성하여 아버지를 찾아 고구려로 와서 기원전 19년 음력 4월에 왕태자에 책봉되었다. 이 때, 동명성왕이 남긴 부러진 칼 조각이라는 징표를 주춧돌에서 찾아냈다는 이야기가 전해지고 있다. 유리명왕이 부여에서 탈출하는 과정은 주몽의 탈출 신화와 흡사한 면이 많고, 유리명왕 이후 모본왕까지의 왕성이 해(解)씨로 나타나는 등의 문제로 인해 유리명왕의 왕위 계승을 찬탈이나 개국의 형태로 보는 시각도 있다.
삼국지의 위서 고구려전에는 그의 본명은 여달이었는데 아버지를 찾아 고구려로 내려온 뒤 주몽왕에게서 친자로 인정받고 이름을 여해로 고쳤다고 한다. 그의 후손인 광개토왕의 비문인 광개토대왕릉비에는 그를 유류 세자라 하여 주몽왕의 명으로 태자에 책봉되었다고 기록하였다. 고구려에 돌아오자마자 왕태자에 책봉된 유리는, 석 달간의 대리청정을 지낸 후 기원전 19년 음력 9월에 주몽왕이 서거하자 왕위를 이어받았다. 이때 비류와 온조는 유리가 태자로 책봉된 이후 백성들을 이끌고 남하하여 백제를 건국하였다.

## 치세
유리왕은 기원전 18년 음력 7월에 다물후 송양의 딸을 왕비로 맞이하였다. 그러나 이듬해 왕후 송씨가 죽고 다시 골천(鶻川)사람의 딸 화희(禾姬)와 한(漢)나라 사람의 딸 치희(稚姬)를 후처(候妻)로 삼았다. 기원전 9년에는 고구려를 위협하던 선비족을 부분노(扶芬奴)의 계책을 사용해서 토벌하였다. 부여의 대소왕은 기원전 6년에 고구려에 볼모를 요청하였고 유리명왕은 부여의 강력한 국력을 꺼려하여 태자 도절을 인질로 보내려 하였으나, 도절이 두려워 가지 않았다. 이에 대소는 음력 11월 군사 5만여 명을 이끌고 고구려를 침공하였으나 폭설로 많은 군사를 잃고 퇴각하였다.
기원전 1년 음력 8월 교제(郊祭)에 쓰일 돼지가 도망치는 사건이 일어나자 유리명왕은 탁리(託利)와 사비(斯卑)를 시켜 쫓게 하였다. 탁리와 사비는 돼지를 잡은 후 돼지 다리의 힘줄을 끊었고 유리명왕은 제사에 쓰일 돼지에 상처를 냈다 하여 이들을 구덩이에 파묻어 처형하였다. 서기 1년 정월에는 태자 도절이 죽었다.
서기 2년 음력 3월, 교제에 쓸 돼지가 달아났다. 이에 장생(掌牲) 설지(薛支)에게 명하여 뒤를 쫓게 하였으며 국내(國內) 위나암(尉那巖)에서 잡는 데 성공하였다. 왕궁으로 돌아온 설지는 위나암이 새 수도로 알맞은 조건을 갖추었다고 보고하였고 유리명왕은 그해 음력 9월에 위나암에 가서 지세를 살폈다. 서기 3년에는 국내(國內)로 천도하고 위나암성을 쌓았다. 이러한 국내성 천도에 대해서 이반한 민심에서 벗어나 정권을 장악하고 북부여의 위협으로부터 벗어나기 위해 실시하였다고 보는 견해가 있다.
유리명왕은 치세 전반에 걸쳐서 매우 많은 사냥을 했다. 총 5번에 걸친 사냥 기록은 유리명왕이 사냥을 통해서 고구려 내에서의 정치적 기반을 다지려는 목적이 있었을 것으로 추측된다. 유리명왕은 사냥을 통해서 서기 2년에 위사물(位沙勿), 서기 5년에 우씨(羽氏)를 등용하는 등 충실한 정치적 기반을 다졌으며, 서기 3년에는 개국공신 중 하나인 협보(陜父)의 관직을 빼앗는 등 확고한 기반을 다지는 데 사냥을 이용하였다.
서기 4년에 해명(解明)을 태자로 책봉하였다. 해명은 서기 8년에 옛 수도인 졸본성에 머물고 있었는데 힘이 세고 무용이 뛰어나다고 알려졌다. 이에 이웃의 황룡국왕은 해명의 힘을 시험해보려고 강한 활을 선물하였다. 해명은 황룡국왕이 고구려를 업신여길까 염려하여 사신 앞에서 활을 당겨 부러뜨리면서 “내가 힘이 세기 때문이 아니라 활이 강하지 못한 탓이다.”라고 하여 황룡국왕을 부끄럽게 만들었다. 이 소식을 전해들은 유리명왕은 노하여 황룡국왕에게 해명을 죽이도록 하였으나 황룡국왕은 해명을 감히 해치지 못하였다. 이에 유리명왕은 서기 9년에 해명에게 자결을 명하였고 해명은 자결하였다.
서기 9년 음력 8월, 부여의 대소왕이 사신을 보내 부여를 섬길 것을 종용하였는데 유리명왕은 국력이 부족한 것을 알고 부여에 신속하기로 하였다. 그러나 왕자 무휼(無恤)이 사신에게 부여의 내정이나 잘 다스리라는 의미의 말을 우회적으로 표현하여 사신이 돌아가도록 하였다.
서기 12년에 신나라의 왕망(王莽)이 흉노 정벌을 위해 고구려군을 징발하려 하였으나 이를 거절하자 장수를 보내 공격하여 고구려 장수 연비(延丕)를 죽이고 하구려후(下句麗侯)라 비하하였고, 이에 고구려는 신나라를 공격하였다. 서기 13년에는 부여가 고구려를 침공하였으나 무휼이 매복 작전을 써서 부여군을 크게 격파하였다. 서기 14년에는 양맥(梁貊)을 정복하고 현도군(玄菟郡)의 고구려현(高句麗縣)을 빼앗았다.
서기 18년, 유리명왕은 두곡(豆谷)의 별궁에서 죽었으며 두곡의 동원(東原)에 장사지냈다.

## 설화
《삼국사기(三國史記)》 유리왕조(瑠璃王條)에 실려 있는 고구려 동명왕(東明王)의 아들 유리(類利)에 관한 설화 혹은 고구려 시조 추모왕(雛牟王)의 아들 유리에 관한 설화가 신화로 전해내려 오고 있다.

## 가계
- 아버지 : 동명성왕(東明聖王, 기원전 58년~기원전 19년) - 고구려의 초대 국왕
- 어머니 : 예씨 부인(禮氏 夫人)
  - 왕비 : 왕후 송씨(王后 松氏) - 다물후(多勿侯) 송양(松讓)의 딸

자녀
| 이름 | 이름                        | 생몰년            | 비고                         |
| ---- | --------------------------- | ----------------- | ---------------------------- |
| 장남 | 도절 都切                   | ? - 1년           | 첫번째 태자                  |
| 차남 | 해명 解明                   | 기원전 12년 - 9년 | 두번째 태자                  |
| 3남  | 대무신왕 大武神王 무휼 無恤 | 4년 - 44년        | 제3대 국왕                   |
| 4남  | 여진 如津                   | ?- 18년           |                              |
| 5남  | 민중왕 閔中王 해색주 解色朱 | ?- 48년           | 제4대 국왕                   |
| 6남  | 재사 再思                   | 미상              | 제6대 국왕 태조대왕의 아버지 |
| 장녀 | 미상                        | 미상              | 우씨의 부인                  |

- 후궁 : 화희(禾姬)
- 후궁 : 치희(雉姬)

화희(禾姬), 치희(雉姬)는 기원전 17년에 맞아들인 후궁들로, 화희는 골천(鶻川) 사람의 딸, 치희는 한나라 출신이다. 화희에 비해 치희가 아름다웠는데, 화희가 치희를 천하게 여겨 자주 다투자 치희는 수치심을 느껴 궁을 떠나 고향으로 돌아갔다. 치희를 되찾기 위해 유리명왕이 따라갔으나, 치희는 돌아오지 않았다. 허탈한 마음에 유리명왕이 나무 밑에서 쉬다가 꾀꼬리가 노니는 모습을 보며 지었다는 노래가 바로 '황조가'라고 전해진다.

## 대중 문화속에 나타나는 유리명왕
- 《주몽》 (MBC, 2006년~2007년, 배우:안용준, 정윤석)
- 《바람의 나라》 (KBS, 2008년~2009년, 배우:정진영)
- 《근초고왕》 (KBS, 2010년~2011년, 배우:박정우)

## 같이 보기
- 한국의 역사
- 삼국 시대
- 한국의 군주 목록
- 백제
  - 온조왕 (기원전 18년~서기 28년)
- 신라
  - 박혁거세 거서간 (기원전 57년~서기 4년)
  - 남해 차차웅 (4년~24년)
- 왜
  - 스이닌 천황 (기원전 29년~70년)
- 전한
  - 성제 (기원전 33년~기원전 7년)
  - 애제 (기원전 7년~기원전 1년)
  - 평제 (기원전 1년~6년)
  - 유자 영 (6년~8년)
- 신
  - 왕망 (8년~23년)